# Anolis cuvieri
Anolis cuvieri este o specie de șopârle din genul Anolis, familia Polychrotidae, descrisă de Blasius Merrem în anul 1820. Conform Catalogue of Life specia Anolis cuvieri nu are subspecii cunoscute.